# 24-Stunden-Uhr Rudkøbing

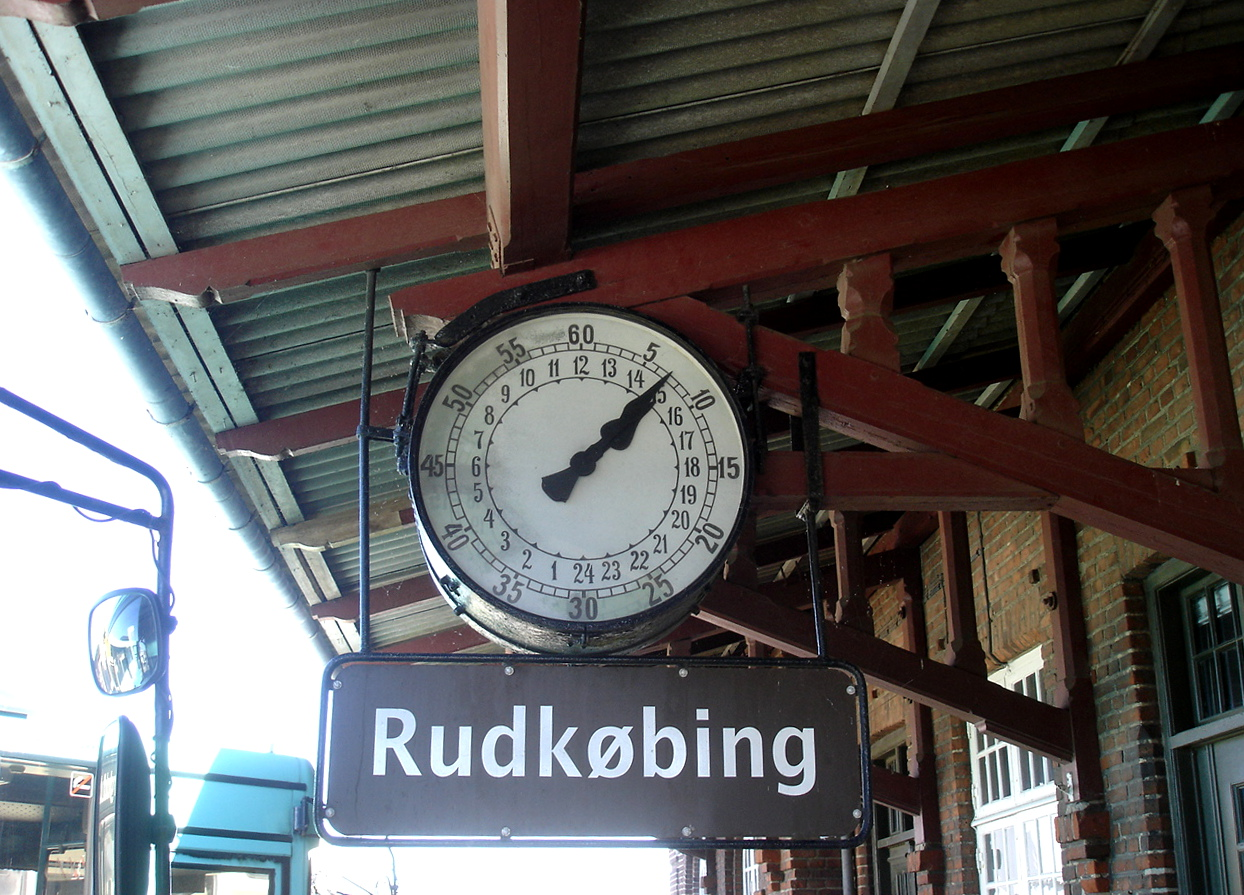
24-Stunden-Uhr am Bahnhof Rudkøbing

Die 24-Stunden-Uhr Rudkøbing ist die einzige Bahnhofsuhr ihrer Art in Dänemark. Sie ist auf der ehemaligen Bahnsteigseite des heute stillgelegten Bahnhofes von Rudkøbing auf der Insel Langeland angebracht.

## Beschreibung
Das Zifferblatt ist in 24 Felder unterteilt. Der Minutenzeiger macht wie üblich jede Stunde einen kompletten Umlauf, während der Stundenzeiger nur einmal am Tag einen kompletten Umlauf macht.

## Technik
Das Uhrwerk ist als Pendelwerk mit Lotschnur konstruiert und befindet sich im ehemaligen Wartesaal des Bahnhofs, in dem sich eine Ausstellung über die Geschichte der Langelandsbane sowie das Archiv der Stadt befinden.
Alle Teile der Bahnhofsuhr wurden von Uhrmacher Gorm Wilhjelm aus Rudkøbing handgefertigt und 1928 montiert.